# Bardentreffen

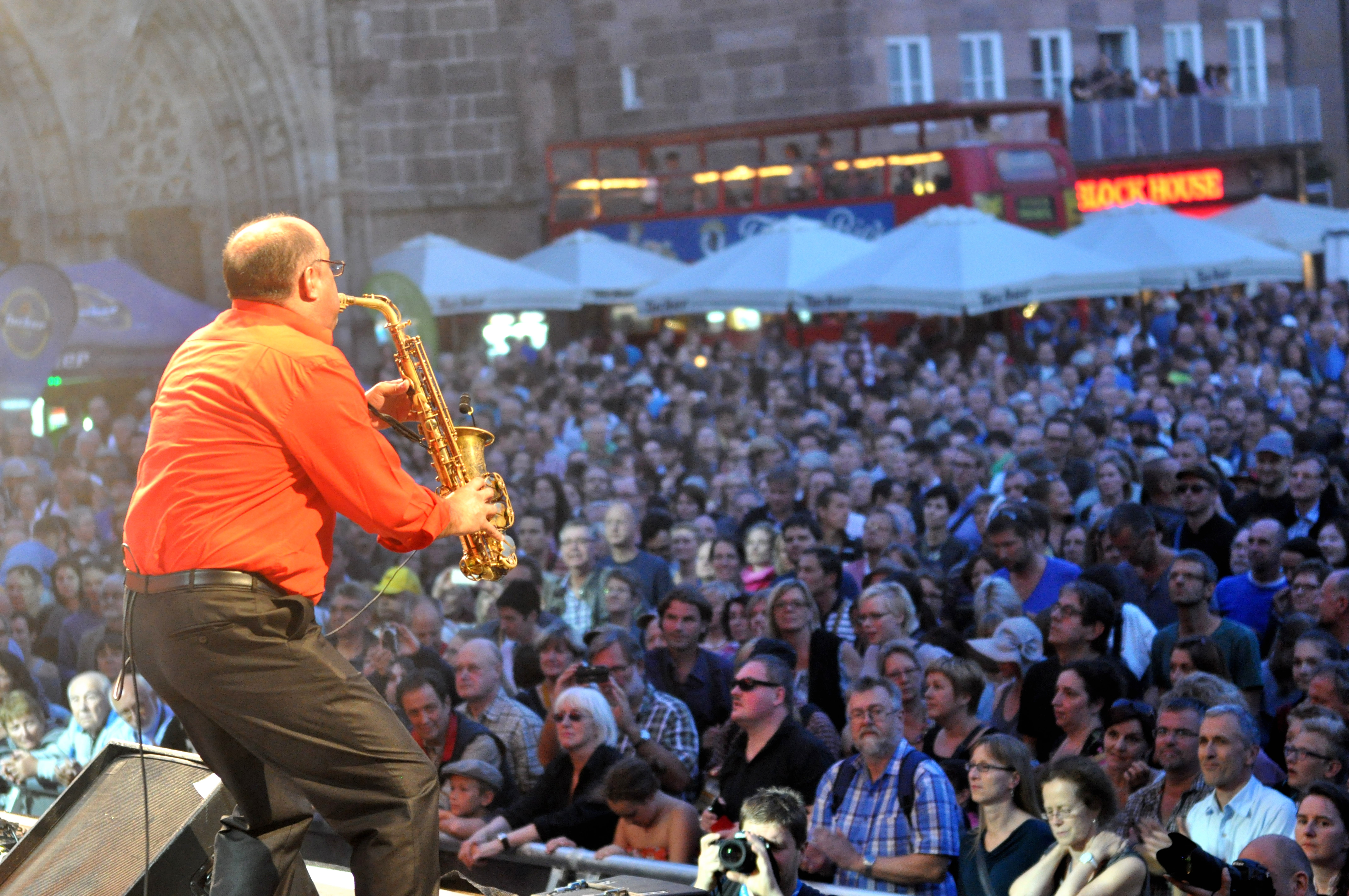
Fanfare Ciocărlia
2015, Bühne Hauptmarkt

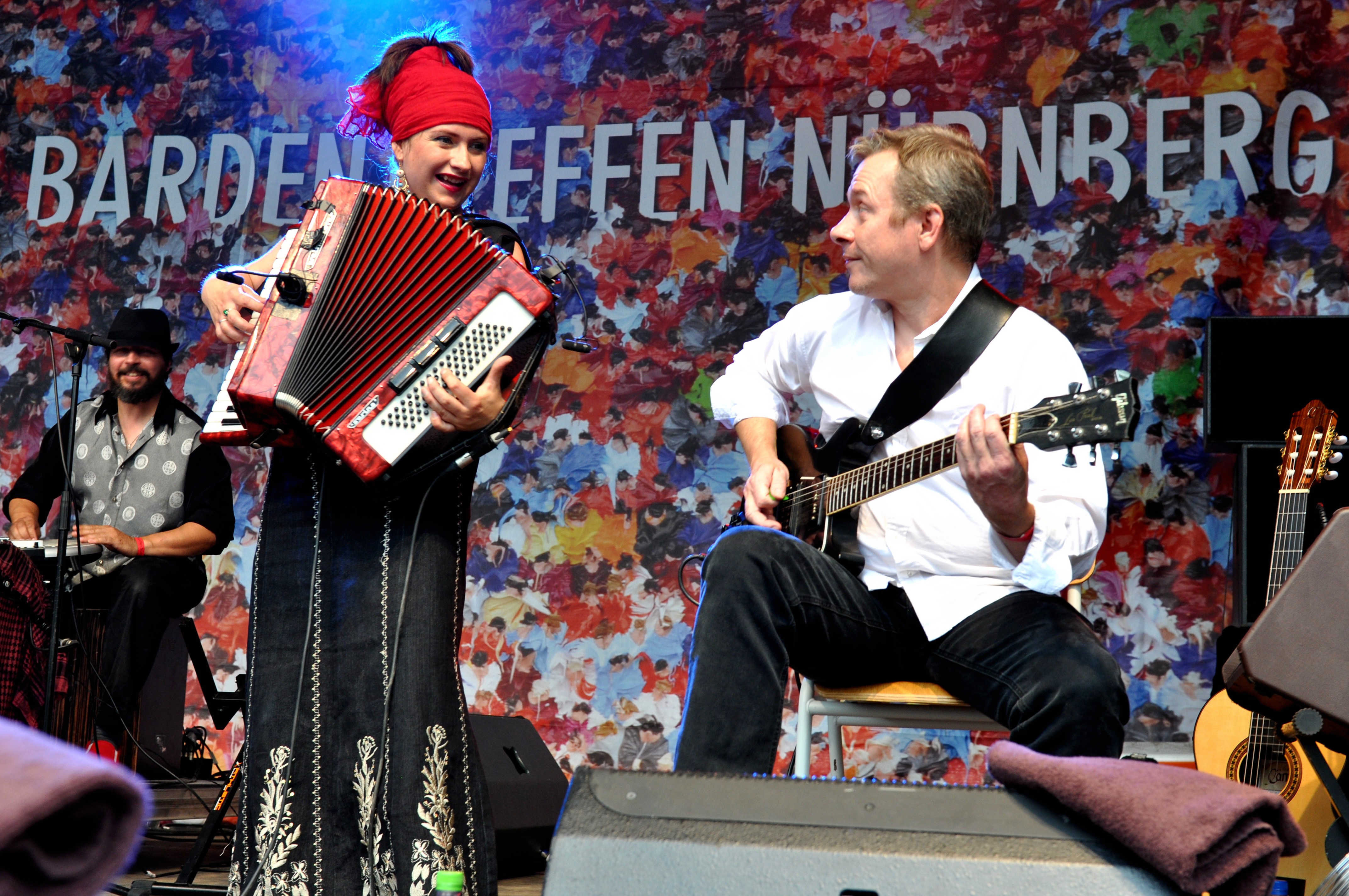
Dikanda
2015, Bühne Insel Schütt

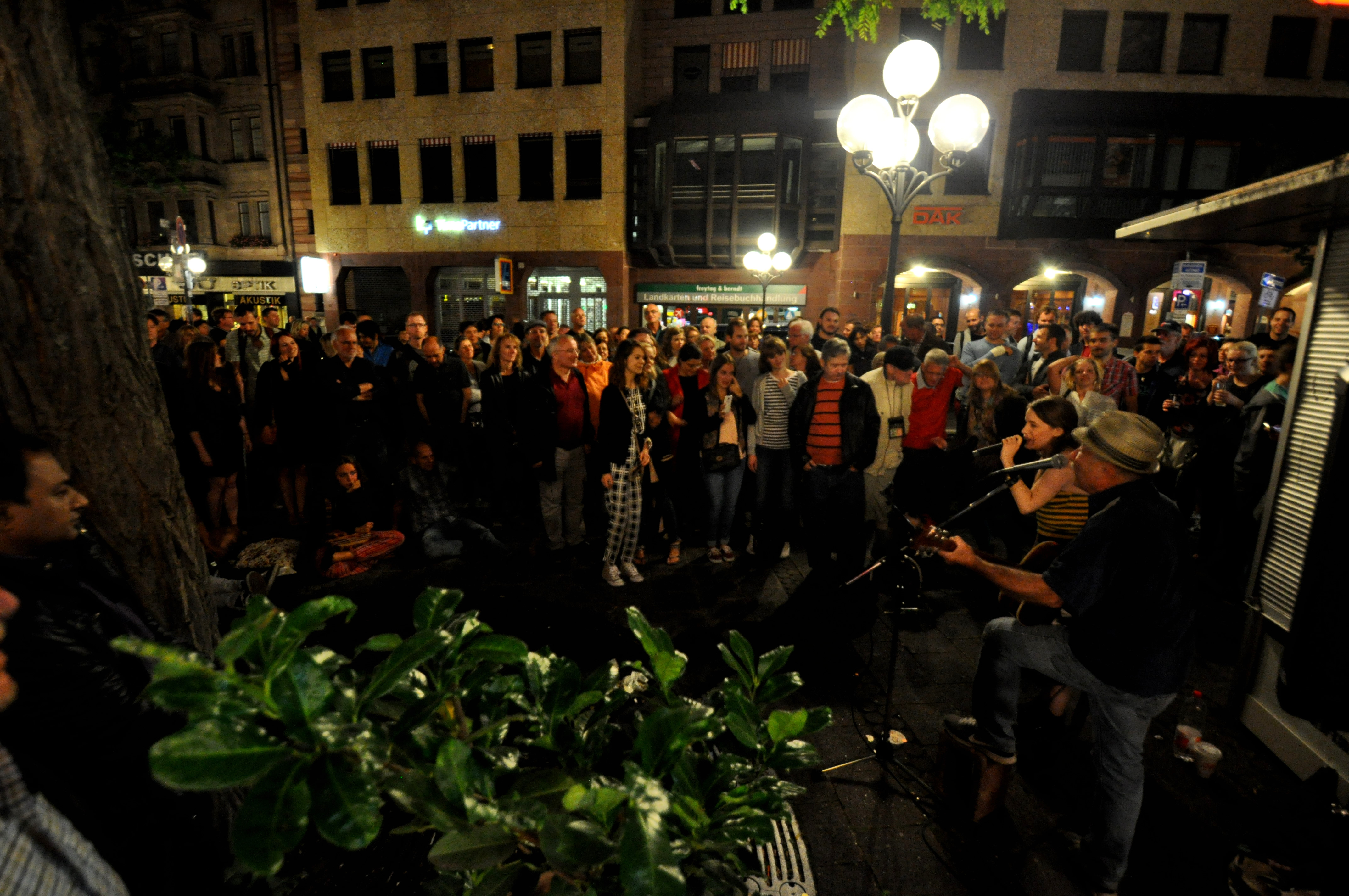
Straßenmusik 2015

Das Bardentreffen ist ein jährlich im Sommer stattfindendes, dreitägiges Open-Air-Musikfestival in Nürnberg. Der Eintritt zu allen Veranstaltungsorten ist traditionell frei, die Kosten tragen die Stadt Nürnberg sowie Sponsoren. 
Barden, d. h. Liedermacher und Bands aus aller Welt, darunter häufig junge und noch unbekannte Talente, treten im Rahmen des offiziellen Festivalprogramms auf aktuell acht Bühnen auf. Des Weiteren spielen sehr viele unbekannte Künstler in der gesamten Innenstadt, wo jeder auftreten darf, der sich dazu berufen fühlt. Mit einer durchschnittlichen Besucherzahl von 200.000 ist das Bardentreffen eines der bekanntesten und beliebtesten Festivals seiner Art.
Inhaltlich wird zwischen traditioneller Musik, Trends und Experimenten unterschieden. Stilistisch vertreten sind Singer-Songwriter, Liedermacher und Weltmusiker; Hauptkriterium sind eigene Lieder und Gesang. Reine Instrumentalgruppen, Cover- und Tribute-Bands werden nicht berücksichtigt.

## Geschichte
Das Bardentreffen fand erstmals zum 400. Todestag des Meistersingers Hans Sachs 1976 statt. Die mittlerweile bis zu zehn Bühnen sind über die historische Altstadt verteilt. In den Anfangsjahren dominierten politischer Protest und Liebeslieder die Inhalte, danach entwickelte man sich zu einem Multi-Kulti-Festival. Zum 40. Jubiläum 2015 wurde die Veranstaltung um einen Tag verlängert und begann bereits am Donnerstag, den 30. Juli. 2020 und 2021 fiel sie wegen der Corona-Pandemie aus. (Einige Barden traten in den beiden Jahren in der Alternativveranstaltung „Seebühne am Dutzendteich“ auf, bei der das Publikum in nichtmotorisierten Wasserfahrzeugen die Abstandsregeln einhalten konnte.) Das Bardentreffen beginnt am ersten Freitag der bayerischen Sommerferien. Das 46. Bardentreffen 2023 mit ausnahmsweise einem eine Woche früheren Beginn vermeldete mit über 220.000 Besuchern einen Rekord.

## Spielstätten
Aktuell
- Hauptmarkt (Hauptbühne, seit 2001)
- Lorenzer Platz (bei St. Lorenz, seit 2005 MUZ-Bühne für die lokale Szene[5])
- Sebalder Platz (bei St. Sebald)
- Insel Schütt, mit Kinderprogramm Samstag und Sonntag
- Katharinenruine
- Kreuzigungshof im Heilig-Geist-Spital
- Trödelmarkt (seit 2001)
- Straßenbühne in der Karolinenstraße (seit 2013,[6] seit 2015 mit veröffentlichtem Programm)

Ehemalig
- Burggraben (Hauptbühne, bis 2000)
- Klarissenplatz (Freitage 2006–2007)
- KulturGarten (im Künstlerhaus, 2012–2018)
- Burgtheater (2016–2019)

## Teilnehmer

### Bekannte Teilnehmer bis 2014 (Auswahl)
- Achim Reichel
- Alan Stivell
- Akua Naru
- Anne Clark
- Anne Haigis
- Arlo Guthrie
- Arthur Rosenbauer
- Barbara Thalheim
- Biermösl Blosn
- Billy Bragg
- Calexico
- Chico César
- Christoph Süß
- Chumbawamba
- DakhaBrakha
- Donnie Munro
- El Nene
- Eliana Burki
- Eko Fresh
- Fiddler’s Green
- Fredrik Vahle
- Geiss Haejm
- Guðrið Hansdóttir
- Heinz-Rudolf Kunze
- Ignis Fatuu
- Jahcoustix
- Jan Josef Liefers
- Joan Armatrading
- Katzenjammer
- Keren Ann
- Klaus Karl-Kraus
- Klaus Lage
- Konstantin Wecker
- Kvitretten
- LaBrassBanda
- Leningrad Cowboys
- Lüül
- Mark Gillespie
- Mathilde Santing
- Max Prosa
- Mick Flannery
- Shantel & Bucovina Club Orkestar
- Sophie Hunger
- The Cat Empire
- Thomas Felder
- Walter Mossmann
- Wolf Biermann

### Bekannte Teilnehmer ab 2015
| Jahr | Teilnehmer |
| ---- | --- |
| 2015 | Amparo Sánchez • Astrid North • Attwenger • Bairisch Diatonischer Jodelwahnsinn • Bernd Begemann • Bratsch • Chico Trujillo • Christina Lux • Code Canary • Cynthia Nickschas • Dikanda • Die Feisten • Dissidenten feat. Mohamed Mounir • Fanfare Ciocarlia • Federspiel • Gabby Young & Other Animals • Gankino Circus • Georg Clementi • Georg Ringsgwandl • Gerd Schinkel mit Kanuten • Gisela João • Günter Stössel • Impala Ray • Joris • Kieran Halpin & Yogi Jockusch • Los de Abajo • Manfred Maurenbrecher • Martin Gallop • Mayra Andrade • Mundwerk-Crew • Otava Yo • Radau! • Rainald Grebe & die Kapelle der Versöhnung • Sarah Hakenberg • Schnaps im Silbersee • Stefan Stoppok • Stephan Eicher & Die Automaten • Steve Gibbons • Suli Puschban und die Kapelle der guten Hoffnung • Sväng • Winston McAnuff & Fixi |
| 2016 | Alejandra Ribera • Ana Tijoux • Bombino • Carrousel • Eivør • Ernst Molden • Falk • Fleadh • Funny van Dannen • Hannes Ringlstetter • La-33 • Maïa Barouh • Pat Thomas • Seth Lakeman • Svavar Knutur • Teresa Bergman • The Great Bertholinis • Wolf Maahn • Yara Linss |
| 2017 | Baba Zula • Electro Deluxe • Faber • Fehlfarben • Fiva & JRBB • Folkshilfe • Gerd Schinkel • Hank Shizzoe • Hannah Köpf • Heiner Bomhard • Karl Neukauf • Me & Reas • Meute • Michael Fitz • Moop Mama • Nick & June • Otros Aires • Sarah Lesch • Savina Yannatou • Stephan Zinner • The Green Apple Sea • The Magic Mumble Jumble • Unterbiberger Hofmusik feat. Matthias Schriefl |
| 2018 | Amsterdam Klezmer Band • Andrea Pancur • Anna Depenbusch • Anna Katharina & Prinz Chaos • António Zambujo • Baloji • Bassekou Kouyaté • Chico Trujillo • Cristina Branco • Die Grenzgänger • Elif • Emel Mathlouthi • Flut • Gwennyn • Hannah & Falco • Hans Well & Wellbappn • Johanna Zeul • Käptn Peng & Die Tentakel von Delphi • Kellerkommando • Lo & Leduc • Mellow Mark • Orange feat. Rainer von Vielen • Peter Fessler & Klaus Mages • Scheibsta & die Buben • Shiny Gnomes |
| 2019 | Buntspecht • Bukahara • Che Sudaka • Daniel Kahn & The Painted Bird • Fee Badenius & Band • Ferge X Fisherman & Ki´Luanda • Fjarill • Geraldino & die Plomster • Hugh Coltman • Jeremias • Jon Flemming Olsen • Kimmo Pohjonen • Ladysmith Black Mambazo • Mário Lúcio & Simentera • Maxim Wartenberg und sein Trommelfloh • Monobo Son • Niels Frevert • Nürnberger Akkordeonorchester • Vincent Peirani |
| 2020 | abgesagt Alternativveranstaltung „Seebühne am Dutzendteich“ |
| 2021 | abgesagt Alternativveranstaltung „Seebühne am Dutzendteich“ |
| 2022 | Ami Warning • Botticelli Baby • Djazia Satour • Dreiviertelblut • Erdmöbel • Fortuna Ehrenfeld • Huun-Huur-Tu • Loxandra Ensemble • Lucas Santtana • Mal Élevé • Nomfusi • Paulo Flores • Ton Steine Scherben & Gymmick • Vocal Sampling • Wallis Bird |
| 2023 | Äl Jawala • Béatrice Kahl • Brushy One String • Django 3000 • Dota • Gabi Hartmann • Gankino Circus and Friends • Geraldino • Il Civetto • Lennart A. Salomon • Luísa Sobral • Maria Mazzotta • Marion & Sobo Band • Maro • Me & Reas • Mola • Nick & June • Paul Bartsch Trio • Ronja Maltzahn • Suli Puschban • Sutcliffe • Vieux Farka Touré |
| 2024 | Aeham Ahmad • Ana Alcaide • Anna Setton • Crucchi Gang • Gaye Su Akyol • La Nefera • Ladaniva • Manfred Maurenbrecher • Marina Satti • Masen Abou-Dakn • Melvin Haack • Pigor & Eichhorn • Puuluup • Sven van Thom • Tamikrest • Tom Haydn • Voodoo Jürgens |
| 2025 | Alin Coen • Anna Buchegger • Anna Mabo • Anna Mateur • Badi Assad • Dobet Gnahoré • Florian Paul & die Kapelle der letzten Hoffnung • Ganna • Karibuni • Kumbia Queers • Lara Hulo • Maëlys & Jo meets Vronsy • Nneka • Paula Carolina • The Magic Mumble Jumble |

## Weitere Bardentreffen
- Bardentreffen in Ansbach
- Blaubeurer Bardentreff in Blaubeuren im Alb-Donau-Kreis

## Galerie

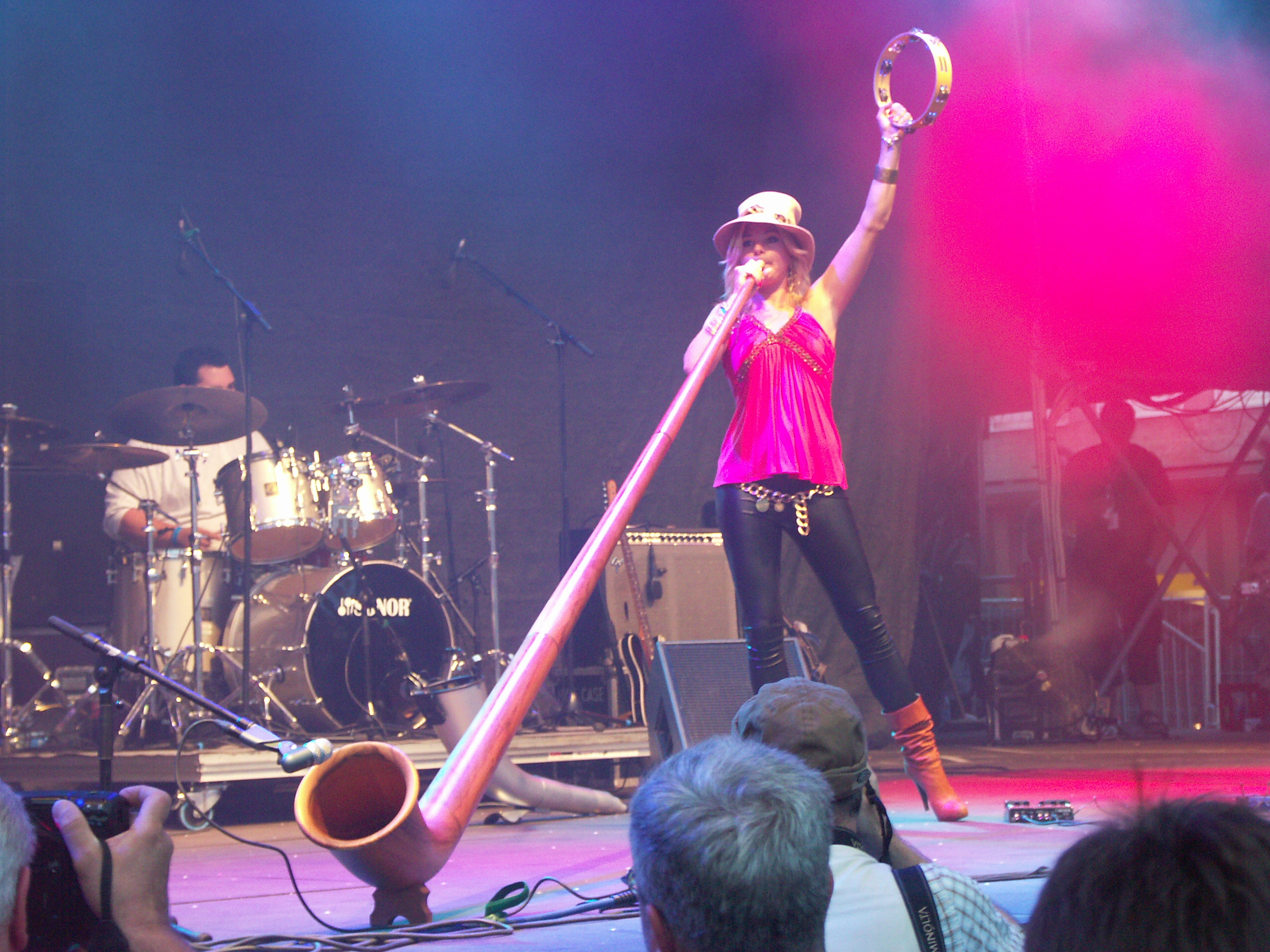
Eliana Burki 2009, Bühne Hauptmarkt
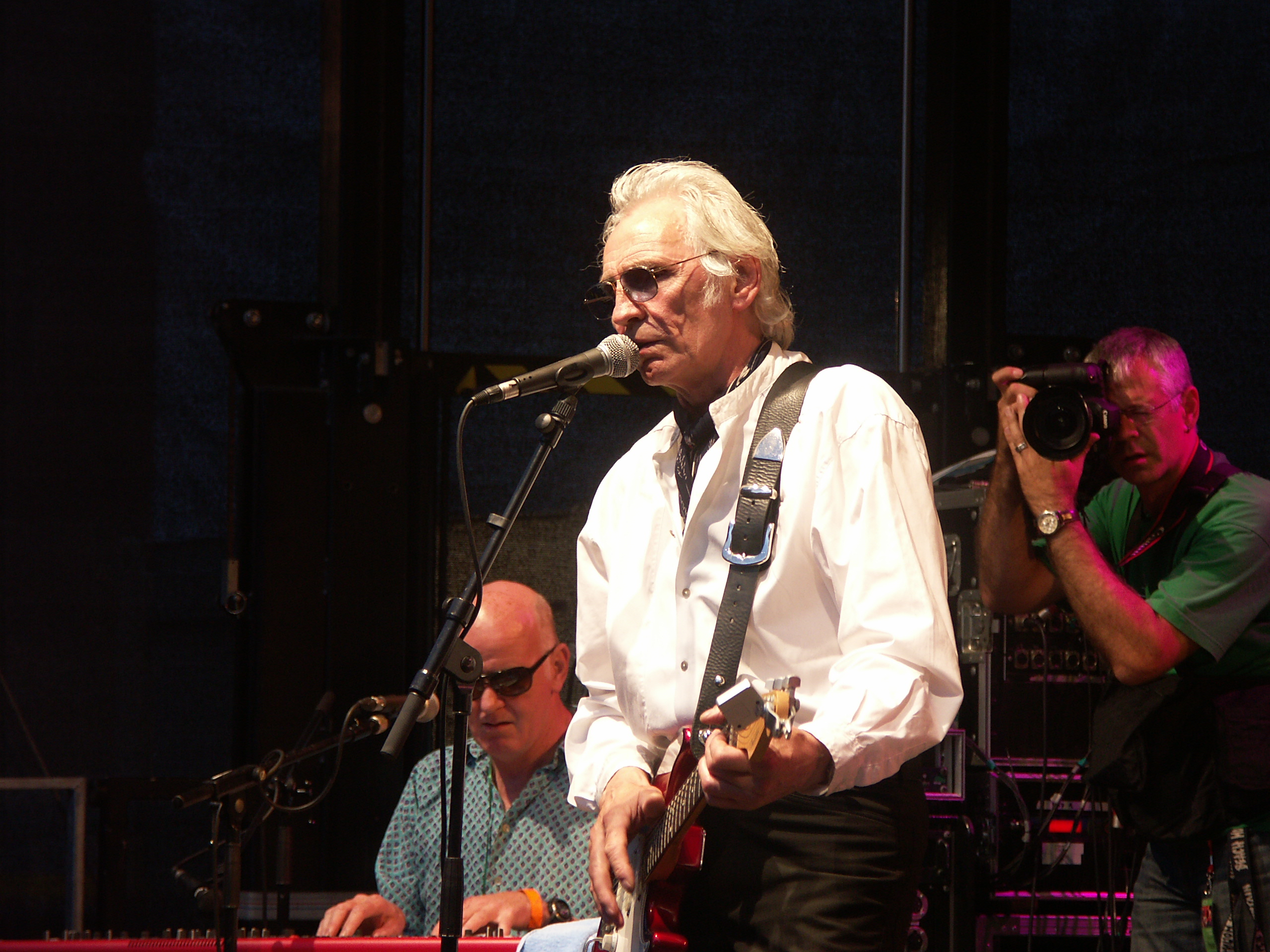
Steve Gibbons 2009, Bühne Sebalder Platz
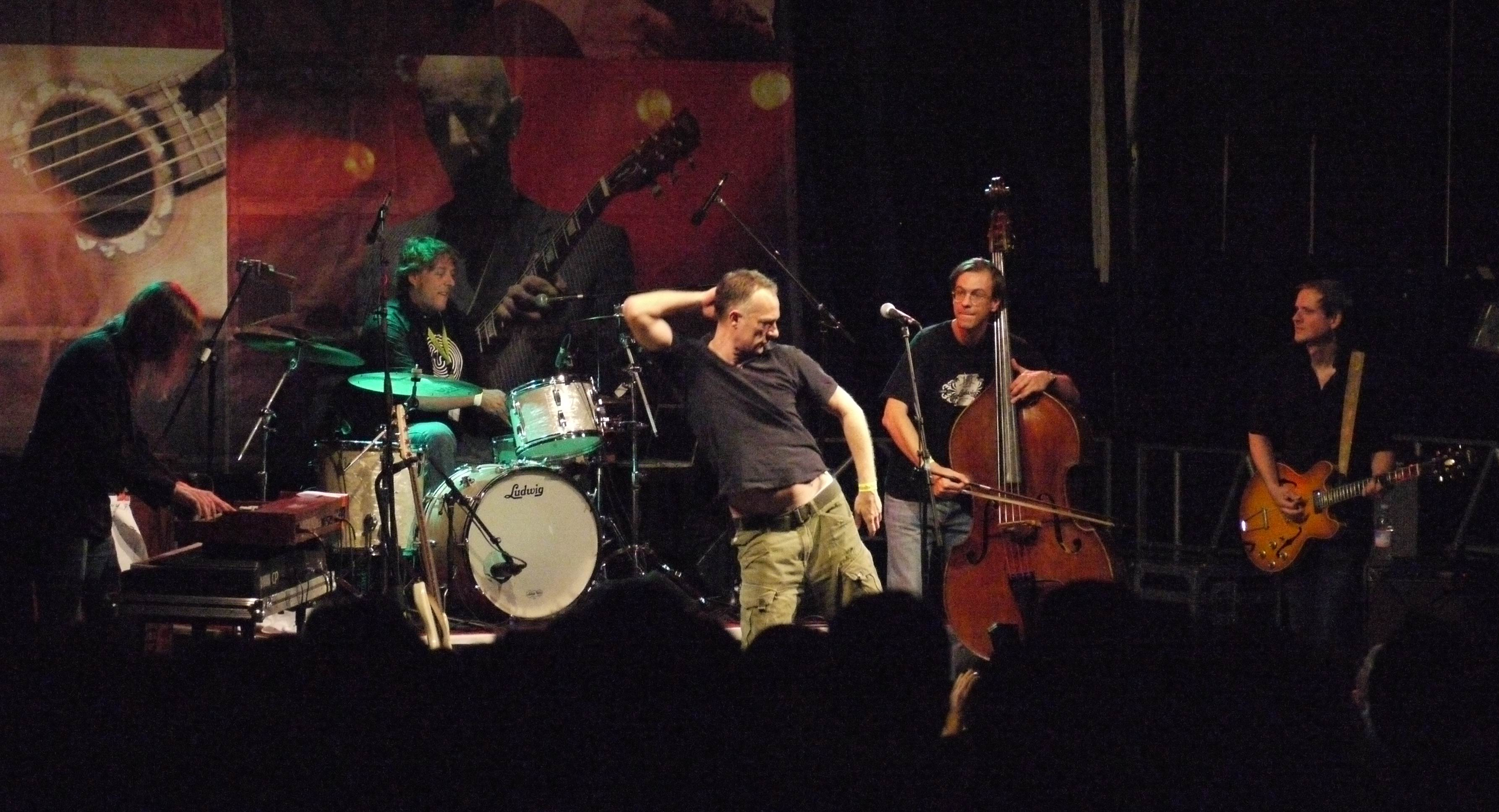
Christoph Süß & Band 2010
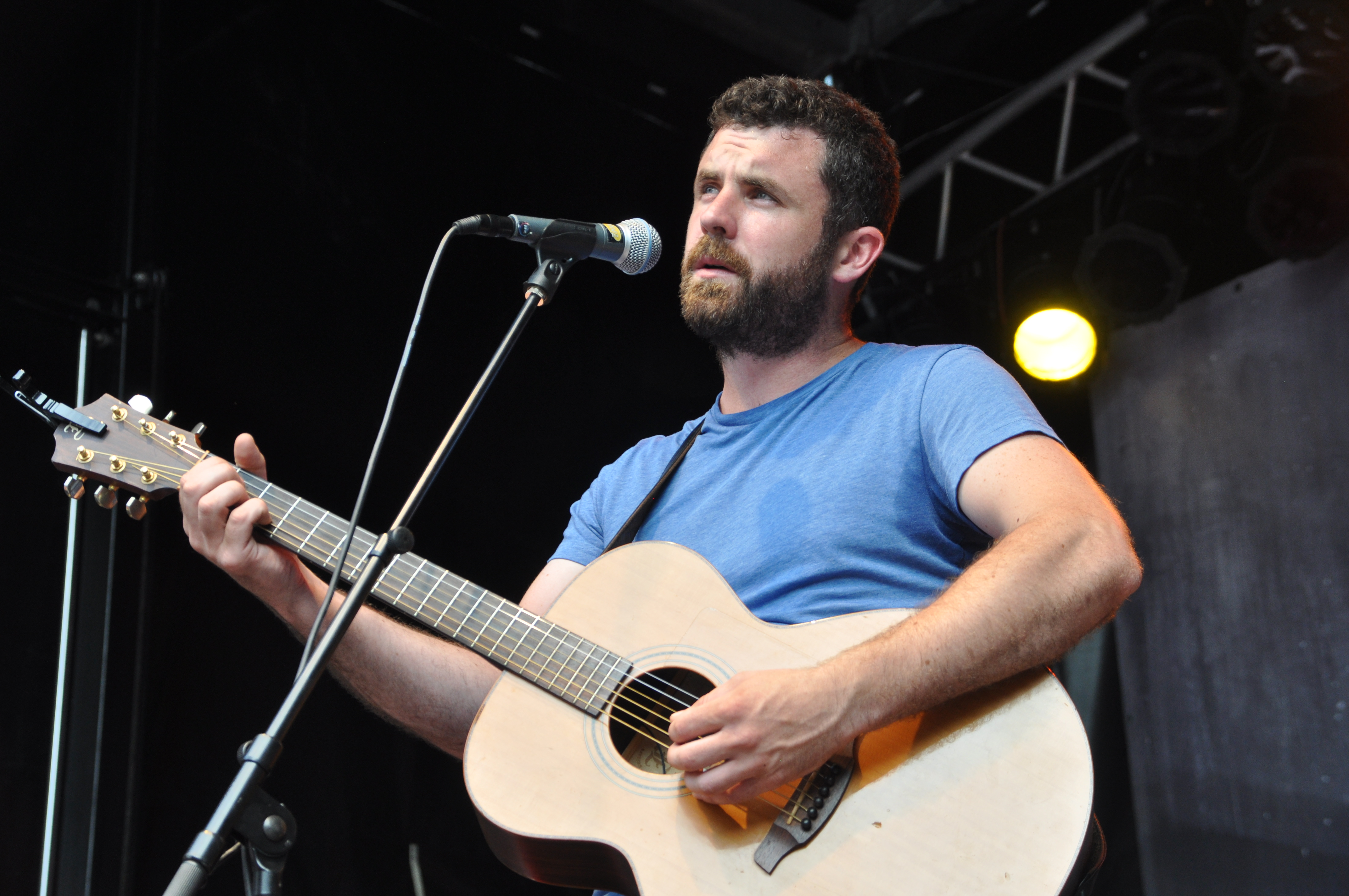
Mick Flannery 2013, Bühne Sebalder Platz
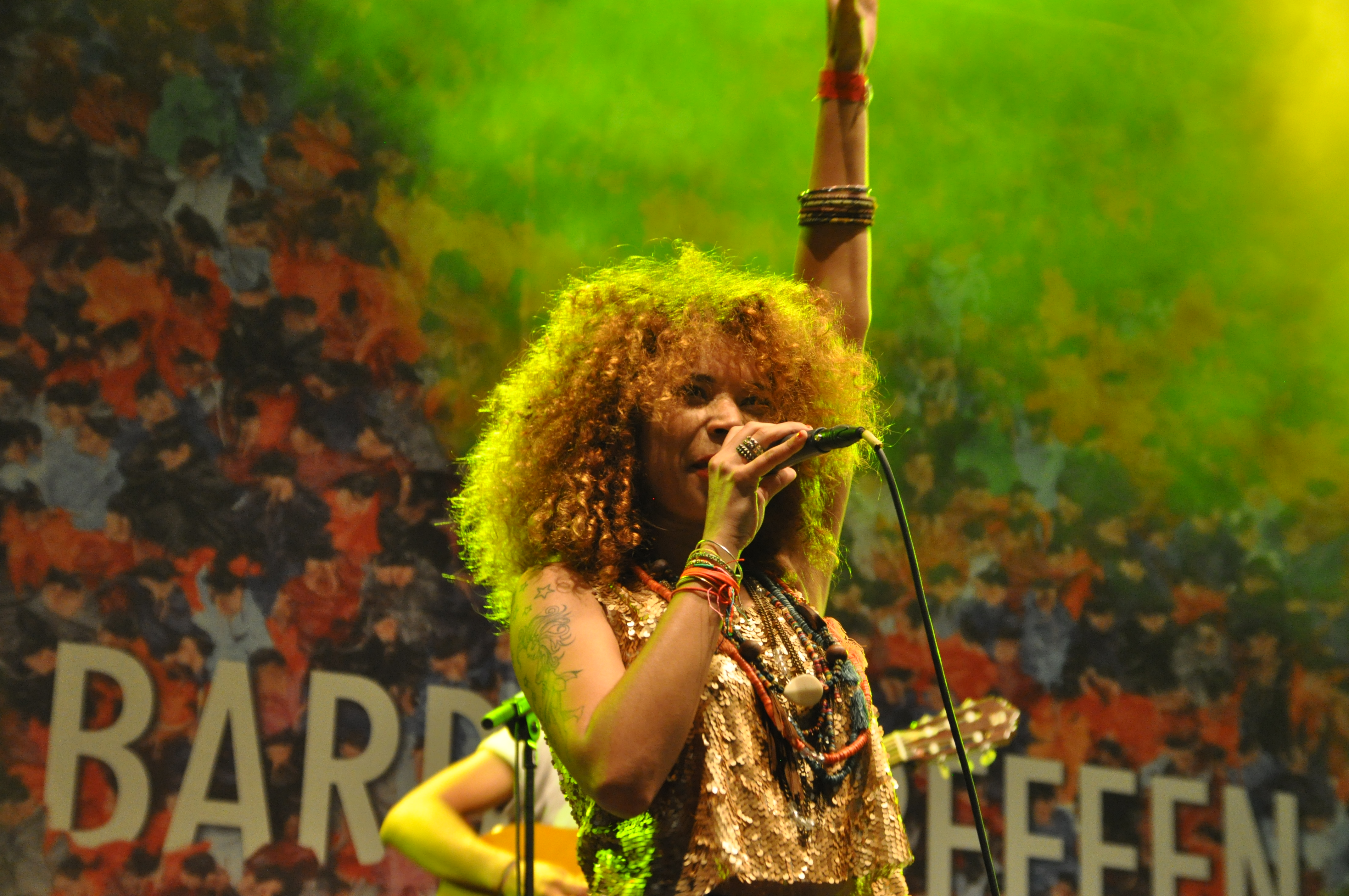
Flavia Coelho 2013, Bühne Insel Schütt
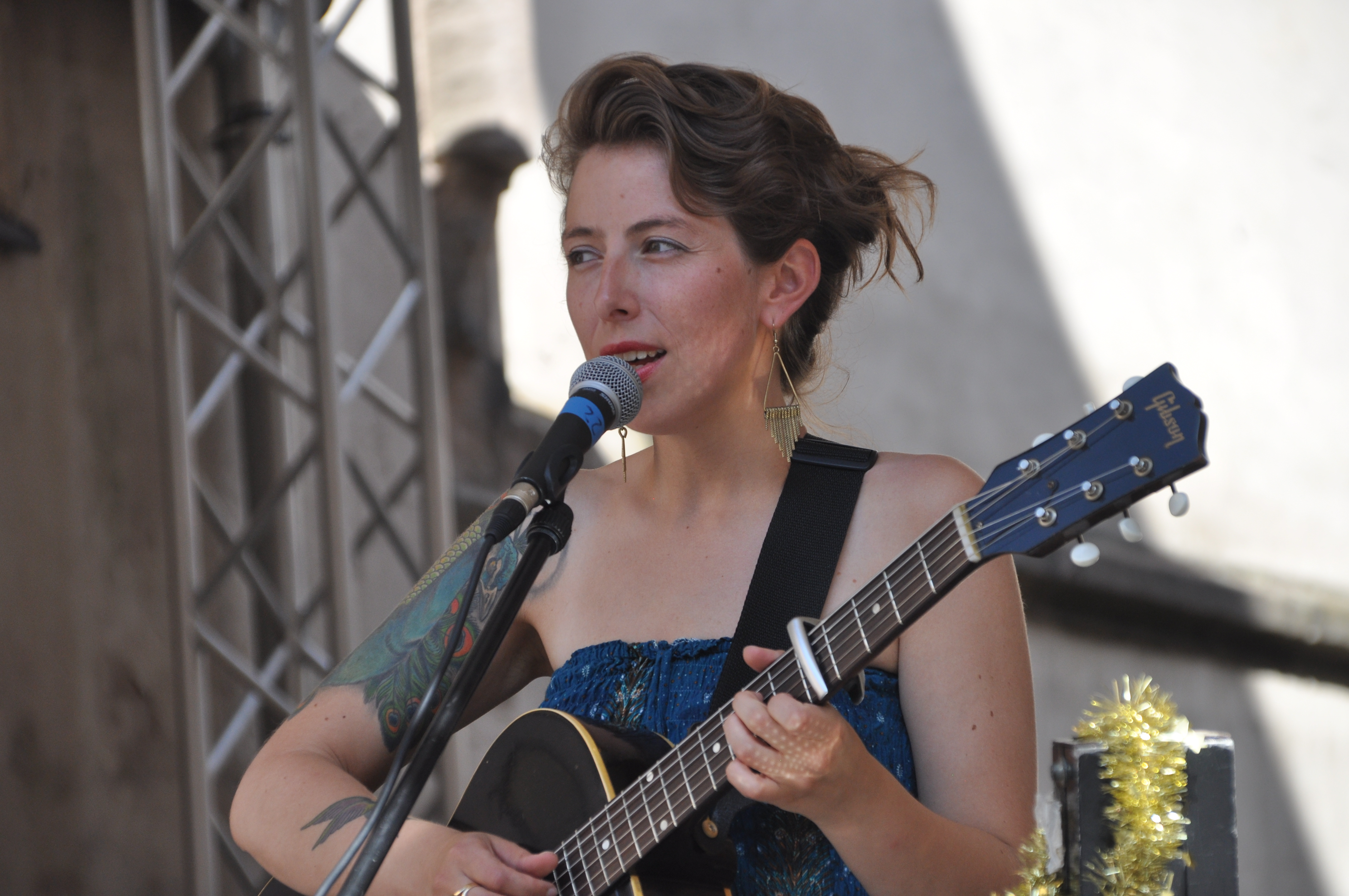
Guðrið Hansdóttir 2013, Bühne St. Katharina
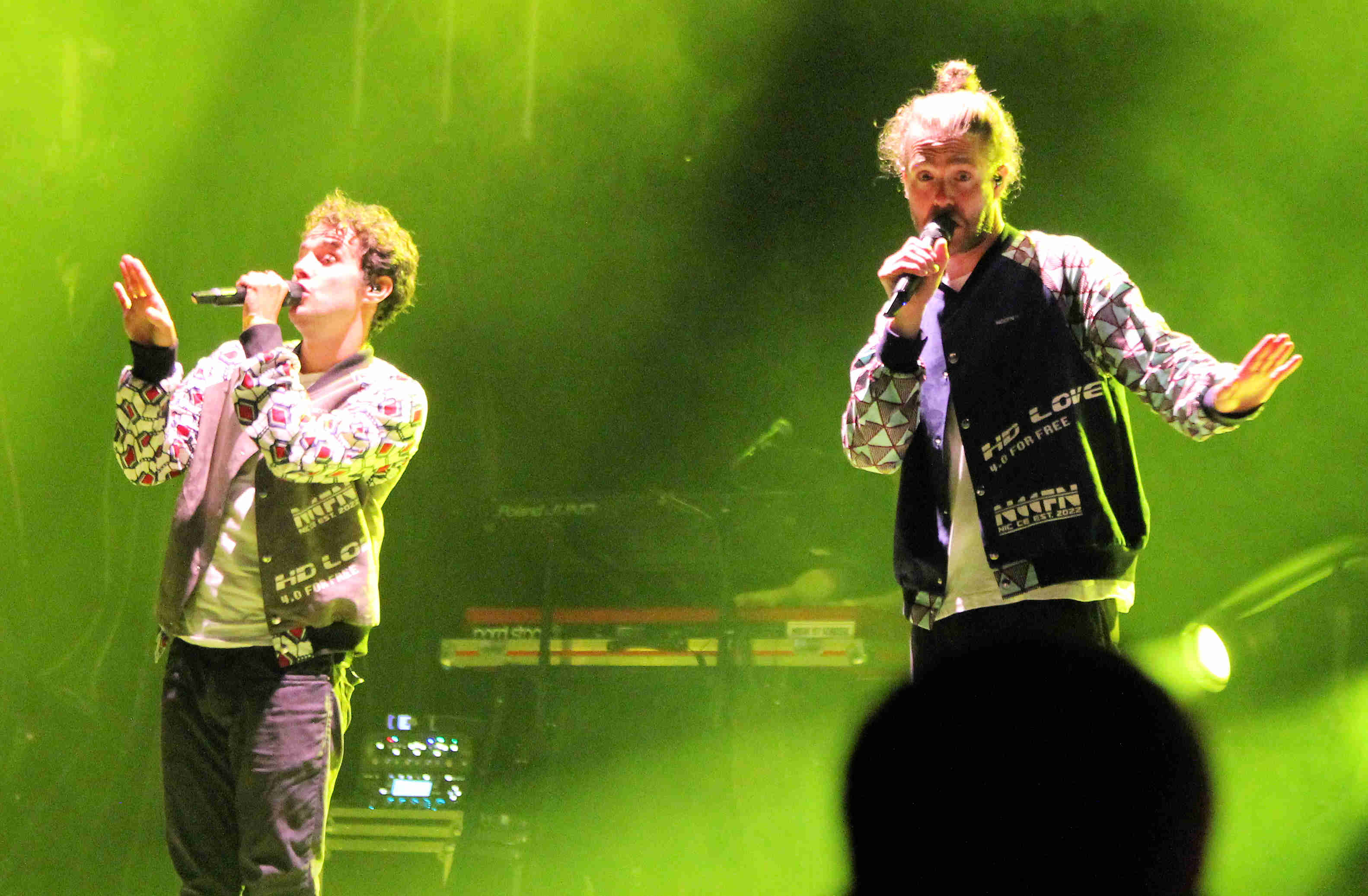
Lo & Leduc 2018, Bühne Hauptmarkt